# Señor Smoke
| Recensione       | Giudizio      |
| ---------------- | ------------- |
| Metacritic       | (58/100)      |
| AllMusic         | [ 2 ]         |
| Drowned In Sound | (1/10)        |
| Robert Christgau | [ 4 ]         |
| Entertainment.ie | [ 5 ]         |
| NME              | (3/10)        |
| The A.V. Club    | (B)           |
| Pitchfork        | (4.40/10)     |
| PopMatters       | (6/10)        |
| Prefix Magazine  | [ 9 ]         |
| Tiny Mix Tapes   | [ 10 ]        |
| Village Voice    | (Ambivalente) |

Señor Smoke è il secondo album degli Electric Six, pubblicato il 14 febbraio 2005. A causa di problemi con la precedente etichetta del gruppo, la Rushmore non pubblicò l'album nel Nord America. Nel dicembre 2005, la band annunciò la firma del contratto con la Metropolis Records che portò alla pubblicazione di Señor Smoke nel Nord America il 7 febbraio 2006. Il titolo dell'album rende onore a Aurelio López, lanciatore dei Detroit Tigers.

## Tracce
1. Rock and Roll Evacuation – 3:36
2. Devil Nights – 2:56
3. Bite Me – 3:57
4. Jimmy Carter – 3:27
5. Pleasing Interlude I – 0:47
6. Dance Epidemic – 2:48
7. Future Boys – 3:08
8. Dance-A-Thon 2005 – 3:29
9. Be My Dark Angel – 3:17
10. Vibrator – 2:31
11. Boy or Girl? – 3:26
12. Pleasing Interlude II – 0:27
13. Radio Ga Ga – 3:55 – (Cover dei Queen)
14. Taxi to Nowhere – 1:39
15. The Future Is in the Future – 3:37